# 成瀬誠
成瀬 誠（なるせ まこと、11月3日 - ）は、日本の男性声優。島根県出雲市出身。

## 来歴
小学生の頃から広く浅く、色々なスポーツをしていた。中学時代はサッカー部か水泳部に入ろうと思っていたところ、水泳部がなく、サッカー部には怖い先輩がおり、「純粋にサッカーが楽しめないなぁ」と思い、他のクラブを探していた。その時、姉から「お前は落ち着きがないから、剣道部に入って精神を鍛えて貰いなさい」というアドバイスがあり、「あ、剣道はかっこいい」という安易な気持ちで入部。しかし竹刀を振るのが辛く、1週間で逃げ出す結果となってしまった。その後はソフトテニス部に入部したが、なんとなく自分に合わない気がして3日で辞めた。最終的に残っていたのが卓球部しかなかったため、特に理由もなく入部したが、中学3年生の時には部長もさせてくれた。高校時代は帰宅部だったため、授業が終わったら友人と遊びつつ家に帰り、その後予習を始める、という感じだった。
専修大学経済学部卒業であり、同じ大学の学部の先輩に東国原英夫がいる。
2002年4月30日まではオフィス薫に所属し、同年6月9日から2011年12月31日までぷろだくしょんバオバブに所属した。2012年1月1日からはフリーとして活動。同年2月よりケンユウオフィス所属。

## 人物・特色
立花慎之介と一緒に音楽ユニット「Lux-age」、ドン・マッコウと一緒に音楽ユニット「まこまっこう」を結成（現在はともに解散している）。
声種はテノール。方言は出雲弁。
趣味はギター、映画鑑賞、自転車、ソロキャンプ、特技は水泳、サッカー、バック転。資格は普通自動車運転免許、珠算検定初段。
実家はそろばん塾を経営していた。
フェレットを飼っている。名前は「ひめ」で、誕生日は5月31日。
現在は愛犬2匹と暮らしている（名前は小太郎と出雲）。

## 出演
太字はメインキャラクター。

### テレビアニメ
1998年
- DTエイトロン（少年C）

2001年
- 新白雪姫伝説プリーティア（蛍）
- バビル2世（沢木登）

2002年
- 電脳冒険記ウェブダイバー（クロル）
- フルメタル・パニック!（2002年 - 2003年、部下A、兵士C） - 2シリーズ
- まほろまてぃっく〜もっと美しいもの〜（菓子店店主）

2003年
- グリーングリーン（男子生徒）
- さいころボット コンボック（ドンドン）
- SUBMARINE SUPER 99（ゼ・ストロン）
- D.C. 〜ダ・カーポ〜（2003年 - 2005年、カヲル、生徒） - 2シリーズ
- 電光超特急ヒカリアン（新橋テツユキ）
- 成恵の世界（男子生徒A、客）
- マーメイドメロディー ぴちぴちピッチ（バスケ少年C）

2004年
- お伽草子（若者B）
- 学園アリス（安藤翼）
- ローゼンメイデン（男子生徒）

2005年
- こみっくパーティー Revolution（男の子）
- これが私の御主人様（二年男子A）
- 地獄少女（秋元刑事）
- BLEACH（子供〈高〉）

2006年
- CLUSTER EDGE（クラスター生徒）
- プレイボール2nd（百瀬）
- 焼きたて!!ジャぱん（観客）

2007年
- 遊☆戯☆王デュエルモンスターズGX（藤原優介）

2008年
- しゅごキャラ!!どきっ（海老原陽）
- MAJOR 4th season（辻）
- ライブオン カードライバー翔（大空カモメ）

2009年
- あにゃまる探偵 キルミンずぅ（新井ラクタロー）
- スティッチ!（ピロロ）
- 戦場のヴァルキュリア（ラマール・ヴァルト）
- はっけん たいけん だいすき!しまじろう（2009年 - 2010年、つむりん） - 2シリーズ
- ヤッターマン（第2作）（八三四杉）

2010年
- 怪談レストラン（青年）

2011年
- 俺たちに翼はない（プラチナ、一年男子）
- ジュエルペット てぃんくる☆（シリウス）
- 47都道府犬（島根犬）

2012年
- エリアの騎士（浜雪蔵）
- 名探偵コナン（2012年 - 2023年、岸村隆平、熊堂淳二、佐伯遼平、神内恭麻）
- メタルファイト ベイブレード ZEROG（2012年 - 2013年、キャプテン・アロー）

2013年
- アドリブアニメ研究所（出雲）
- ぴっちぴち♪しずくちゃん（ミラー君）

2014年
- ONE PIECE（2014年 - 2019年、ブルー・ギリー、シャーロット・ユーエン）

2015年
- 牙狼〈GARO〉-炎の刻印-（マウロ）
- ワールドトリガー（2015年 - 2021年、半崎義人） - 3シリーズ

2016年
- パズドラクロス（ホルス）

2017年
- ドラゴンボール超（エア、ムリサーム）
- デュエル・マスターズ（ヘルコプ太、チョモランマッチョ、ドドド・ドーピードープ、ギリ 他） - 5シリーズ

2018年
- 東京喰種トーキョーグール:re（宇井郡） - 2シリーズ

### 劇場アニメ
- 銀色の髪のアギト（2006年）

### OVA
- Canvas 〜セピア色のモチーフ〜（2001年、麻生大輔）
- True Love Story Summer Days, and yet...（2003年、百道誠太郎）
- アカネマニアックス（2004年、男生徒）
- I"s Pure（2005年、鮫島）
- アンパンマンとはじめよう!「元気100倍!あいうえお」（2005年、リンゴの木）
- 学校の怪談（2005年、金ちゃん）
- やなせたかしメルヘン劇場 ほしのこルンダ（2008年、カニオ）
- オレ様キングダム（2011年、赤城輝）※ちゃお 2011年2月号・4月号付録

### Webアニメ
- Starry☆Sky（2010年、柿野眞古都）

### ゲーム
2000年
- JULIA（桜井一哉）

2003年
- True Love Story Summer Days, and yet...（百道誠太郎）

2004年
- フルハウスキス（一宮瀬伊）

2006年
- 学園アリス きらきら☆メモリーキッス（安藤翼）
- きみとスタディ（上條エドワード裕也）
- ときめきメモリアル Girl's Side 2nd Kiss（天地翔太）
- バテン・カイトスII 始まりの翼と神々の嗣子（ポルコ）
- フルハウスキス2（一宮瀬伊）

2007年
- 翡翠の雫 緋色の欠片2（壬生小太郎）
- プリンセスメーカー5（朝倉ケンイチ）
- フルハウスキス2〜恋愛迷宮〜（一宮瀬伊）

2008年
- Daylight -朝に光の冠を-（メイオラニア・ウィリアム・ソニエラ）
- ときめきメモリアル Girl's Side 2nd Season（天地翔太）
- Blade Chronicle
- 遊☆戯☆王デュエルモンスターズGX タッグフォース3（藤原優介）

2009年
- アルコバレーノ!（桂風汰）
- 真・翡翠の雫 緋色の欠片2（壬生小太郎）
- バトルスピリッツ 輝石の覇者（ネオスピ団団員 ナンバーワン）
- ファイナルファンタジーXIII（マーキー）

2010年
- アルコバレーノ! ポータブル（桂風汰）
- 真・翡翠の雫 緋色の欠片2 ポータブル（壬生小太郎）
- 戦場のヴァルキュリア2 ガリア王立士官学校（ラマール・ヴァルト）
- ニーア・レプリカント（ロボット山の兄）
- Fallout: New Vegas

2011年
- オレ様キングダム 恋もマンガもデビューを目指せ! ドキドキLOVEレッスン（赤城輝）
- 学園特救ホトケンサー（オレオレキオツケーロ）
- ファイナルファンタジーXIII-2（マーキー）

2012年
- オレ様キングダム イケメン彼氏をゲットしよ! もえキュン スクールデイズ（赤城輝）

2013年
- 神咒神威神楽 曙之光（中院冷泉）
- KILLER IS DEAD（トキオ）
- 月影の鎖 -狂爛モラトリアム-（榛名望）
- 月影の鎖 -錯乱パラノイア-（榛名望）
- ゴッドイーター2（ロミオ・レオーニ）
- ジョジョの奇妙な冒険 オールスターバトル（宮本輝之輔）
- VitaminR（モーツァルト）

2015年
- ゴッドイーター2 レイジバースト（ロミオ・レオーニ）
- ジョジョの奇妙な冒険 アイズオブヘブン（宮本輝之輔）

2016年
- 乙女理論とその周辺 -Bon Voyage-（J＝P・スタンレー）
- ドラゴンボールフュージョンズ
- ライフ イズ ストレンジ（ウォーレン・グラハム）

2019年
- ネルケと伝説の錬金術士たち 〜新たな大地のアトリエ〜（ロータス・マクレガー）

2020年
- ファイナルファンタジーVII リメイク

### ドラマCD
- ARIA The NATURAL Drama CD II（ラッキー先生）
- 王子様のつくりかた デジタルコミック（天王寺陽太）※なかよし2006年1月号付録CD
- 鬼の風水 シリーズ （銀砂）
  - 鬼の風水II〜卓也 -TAKUYA-
  - 鬼の風水III〜透子 -TOUKO-
- オレ様キングダム シリーズ（赤城輝）
  - ドラマCD Vol.1「ドキドキ☆勉強会」
  - ドラマCD Vol.2「めざせ☆二人三脚パートナー」
- 学園アリス シリーズ（安藤翼）
  - 学園アリス ラブ☆ポーション注意報
  - 学園アリス 物忘れ☆マシーン
  - 学園アリス チョコレート☆ホリック
  - トリプル☆ドラマCD 「学園アリス」※花とゆめ 2006年2号付録
  - ドキドキ☆ドラマCD 「学園アリス」※花とゆめ 2008年18・19号全員サービス
- Canvas 〜セピア色のモチーフ〜 シリーズ（麻生大輔）
  - Canvas〜セピア色のモチーフ〜 Featuring 〜橘天音〜
  - Canvas〜セピア色のモチーフ〜 Featuring 〜桜塚恋〜
- ドラマCD 修学旅行ナイショの恋（神崎康人）
- 新白雪姫伝説プリーティア 銀盤劇場「お母さんの花が消えた日」（蛍）
- 水月 〜夢雫〜 第一 - 三章（瀬能透矢）
- ソード・ワールド へっぽこーず ドラマCD 語れ! へっぽこ冒険ロード
- di［e］ce-ダイス- シリーズ（白河友紀）
  - di［e］ce-ダイス-
  - di［e］ce-ダイス- 〜タイムリミット〜
- 天然!絶滅ヒーロー!!（世田谷大地）
  - 天然!絶滅ヒーロー!!2 少々バラエティなCD 〜2巻と呼びたきゃ呼ぶがいい〜（世田谷大地）
- TALK×AGE
- ときめきメモリアル Girl's Side 2nd Kiss シリーズ（天地翔太）
  - ときめきメモリアル Girl's Side 2nd Kiss 短編ドラマ集〜Seaside Sketches〜
  - ときめきメモリアル Girl's Side 2nd Kiss ドラマ&イメージソングアルバム vol.3
  - ときめきメモリアル Girl's Station 「遊くん奮闘記」
- NOBU（将軍）
  - NOBU学園（将軍）
- 獏-BAKU-（ニコラ）
- 花とゆめ 2005キラキラワンダフル★CD
- 花とゆめ 2005トキメキ☆Cd Select Ver
- バレスタ サード 第3巻（天城宇宙）
- 翡翠の雫 緋色の欠片2 シリーズ（壬生小太郎）
  - 翡翠の雫 緋色の欠片2 ドラマCD 惑わしの洞窟
  - 翡翠の雫 緋色の欠片2 ドラマCD Vol.2 幻魔の罠
  - 真・翡翠の雫 緋色の欠片2 ドラマCD 黄泉渡り
  - 真・翡翠の雫DS 緋色の欠片2 ドラマCD 雨と守護者とガマン大会
- フルハウスキス シリーズ（一宮瀬伊）
  - 俺たちの始まり
  - ニセ教師☆危機一髪
  - サマー・ヴァケーション
  - 真夏の夜の夢
  - 祥慶祭に行こう!
  - ホワイト・ドリーム
  - ラ・プリンス殺人事件 処女雪のコテージ
  - ラ・プリンス殺人事件 処女雪のコテージ 追加ディスク
  - フルハウスキス2 恋愛迷宮 ミニドラマCD〜祥慶学園 卒業の日
  - フルハウスキス2 ラジオCD オフィシャルファンブック Vol.4
- PERSONA -trinity soul-（風間弘樹）
- 蜜×蜜ドロップス ドラマCD I（鳥兜HONEY）
- 女神異聞録デビルサバイバー（高城圭介）
- メンズ校 2（見学生）
- 妄想CD ね語男子 其の四
- ロミオとジュリエット（ベンヴォーリオ）

#### BLCD
- 愛と欲望は学園でシリーズ（夜京儀）
  - 愛と欲望は学園で4、5
  - 愛と欲望は学園で ギイ&葉流編（全員サービスドラマCD）
- 愛してると言う気はない（佐川泰智）
- あまくてしんじゃうよ（由乃春人）
- 君のために泣こう（松木）
- 黒の騎士（訓練生）
- 17歳の密かな欲情（宮沢しの）
- ダイヤモンドは恋してる（雪村理貴）
- タクミくんシリーズ10th Anniversary Complete Edition BOX特典 愛しさの構図＆てのひらの雪（その他）
- 白衣 黒衣 働く男の征服特典CD（ジェシアス）
- 花降楼 シリーズ（椿）
  - 夜の帳、儚き柔肌
  - 婀娜めく華、手折られる罪
  - 華園を遠く離れて〜弄花〜
- 不測ノ恋情（周）
- 美男の殿堂（名取淳哉）
  - 美男の殿堂 〜第2パレス〜・〜第3パレス〜
- 闇に契りし者、汝の血を（ルキウス）

### 吹き替え

#### 映画
- アタック・ナンバーハーフ（ウイット）
- アトランティスのこころ
- アメリカン・ミー（パウリート少年）
- アルビンシリーズ（サイモン〈マシュー・グレイ・ギュブラー〉）
  - アルビン/歌うシマリス3兄弟
  - アルビン2 シマリス3兄弟 vs. 3姉妹
  - アルビン3 シマリスたちの大冒険
  - アルビン4 それいけ!シマリス大作戦
- イノセントワールド -天下無賊-（シャーケン）
- ケイラ 雪原の友だち（サム）
- ゴースト・バディーズ/小さな5匹の大冒険（不良少年）
- スイート16 キャンドルに願いを（ジェイ〈ジャン＝リュック・ビロドー〉）
- スー・チー in ヴィジブル・シークレット
- スポッツウッド・クラブ（ケアリー）
- 沈黙の惑星（アイザック）
- トゥームハンター（マーティー）
- ドクター・ドリトル3（タイラー）
- ドリームキャッチャー
- バトル・オブ・スカイアーク（ラグス〈カオン・モーテンソン〉）
- ハワードと七人の魔法使い（ハワード）
- 品行ゼロ
- プレイス・ビヨンド・ザ・パインズ/宿命（ジェイソン〈デイン・デハーン〉）
- ぼくらと、ぼくらの闇（ザック〈オーウェン・キャンベル〉）
- マシーンヘッド
- やさしくキスをして
- ラスベガスをぶっつぶせ（チョイ）
- ラモーナのおきて（ヘンリー・ハギンズ）
- REC【レック】（ソンウク）

#### ドラマ
- iCarly（ロビー・シャピロ、レックス〈マット・ベネット〉）
- おとぼけスティーブンス一家（トミー）
- エバーウッド 遥かなるコロラド Season2（ギャビン）
- オール・ザット!（フランキー・ムニッズ）
- カイルXY（ジョシュ・トレガー）
- 科学ファミリー ラボラッツ（マーカス）
- クリミナル・マインド2 FBI行動分析課（ヘンリー）#5
- クリミナル・マインド7 FBI行動分析課
- クリミナル・マインド10 FBI行動分析課（ライリー）
- ゲームシェイカーズ（ロビー・シャピロ、レックス〈マット・ベネット〉）
- コールドケース3（若いダニエル）#8
- サム&キャット（ロビー・シャピロ〈マット・ベネット〉）
- CSI:4 科学捜査班（ベニー）
- 新ビバリーヒルズ青春白書3（イアン）
- スティーヴン・キングのキングダム・ホスピタル（ポール）
- 先生はあきらめない〜ロン・クラーク物語〜（マイケル兄）
- デイ・ブレイク（ニュートン）
- デスパレートな妻たち（パーカー・スカーボ）
- トンイ（世子）
- バケーション with デレク（エドウィン）
- バビロン5 第5シーズン（ラステン）
- ビクトリアス（ロビー・シャピロ、レックス〈マット・ベネット〉）
- 兵兵 PING PONG（ジェンホン）
- ペク・ドンス（ヨ・ウン〈子供時代〉）
- ボディ・オブ・プルーフ 死体の証言（マイク・ラッセル）
- マルコム in the Middle シーズン4（マルコム〈フランキー・ムニッズ〉）
- ミッシング（マイケル・ウィンストン）
- ヤング・スーパーマンシーズン2（トラビス）
- リッチー・リッチ（スウェディッシュ・ハウス・センセーション）
- ルークの終わらない夏（ミート）
- LOST Season4（ウォルト）

#### アニメ
- アイス・エイジ3/ティラノのおとしもの
- アンデルセン・ストーリーズ
- 快適な生活〜ぼくらはみんないきている〜
- グリッチ・テックス（ハイファイブ）
- ゲットエド!（ルーギー）
- KND ハチャメチャ大作戦
- サム・サンドイッチ ひとくちサイズのぼうけん（サラダ・ラッド）
- スーパーヒーロー・パンツマン（ハロルド）
- ちいさなプリンセス ソフィア（エルフォンゾ）
- ピクルスとピーナッツ（ピーナッツ）
- ピンキー・マリンキー（ピンキー）
- フィニアスとファーブ（ルーク・スカイウォーカー）
- ラプンツェル ザ・シリーズ（アルフォンス）
- LEGO スーパー・ヒーローズ:ジャスティス・リーグ〈ゴッサム大脱出〉（トロゴウォグ）
- LEGO スター・ウォーズ/オールスターズ（ペイス）
- LEGO スター・ウォーズ:ドロイド・テイルズ（ルーク・スカイウォーカー）
- LEGO スター・ウォーズ:ヨーダ・クロニクル（ルーク・スカイウォーカー）

### 実写
DVD
- VOICE OF PRINCE（B's-LOG 2007年2月号）
- オトメイトパーティー♪ in メルパルクホール（2008年5月24 - 25日）Live DVD ※収録は24日の回のみ。
- オトメイトパーティー♪2009
- フルハウスキス 祥慶フェスティバル2006
- フルハウスキス 祥慶フェスティバル2007
- フルハウスキス 祥慶フェスティバル2008

### ラジオ
- あとら@学習隊!!
- Lux-ageのダレおまっ!
- RADIOフルハウスキス〜今夜は俺がご主人様だ〜
- フェンスの上で佇んで（まこまっこう）
- 水谷優子のアニメ探偵団II
- 水谷優子のアニメ探偵団II 分室（旧高知放送特別枠）

### ラジオドラマ
- FMシアター シリーズ・ドイツの現代文学 『友情』（コンラディン）

### テレビ番組
- アドリブアニメ研究所（BSフジ） - 第36回ゲスト

### CD

#### 音楽CD
- 新白雪姫伝説プリーティア 「Looking through you」（蛍）
- 翡翠の雫 緋色の欠片2 キャラクターソングシリーズ Vol.2 「壬生小太郎&御子柴圭」（壬生小太郎）
- フルハウスキス シングルコレクション（一宮瀬伊）
  - ラ・プリンス/薔薇ラビリンス Vol.1
  - 星影夜想曲 Vol.5
  - 君はMVP Vol.9
  - 薔薇PILGRIM Vol.10
  - ラ・プリンス リミックスアルバム
  - 今宵CEREMONY Vol.12 ※御堂一哉（荻原秀樹とのデュエット）
  - 君を作るもの Vol.16

##### まこまっこう名義
- はじめまして 1stシングル
- あらためまして 2ndシングル
- 暑いですね 3rdシングル
- そうですね 4thシングル
- あにば〜さり〜 5th シングル
- フェンスの上で佇んで 1stアルバム
- 糸繋がるまで 6thシングル
- Six 7th シングル
- ANNIVERSARY2 8th シングル
- 罪と罰 9th シングル
- nukumori. 10th シングル
- G.W.NICOLAI LIMITED 2nd STAGE-Splash Beat!-
- 少しの後悔 11th シングル
- WITHOUT YOU 12th シングル
- Mr.SHEEP 13th シングル

##### Lux-age名義
- Tomorrow Maker
- Radical Drive
- Radiance!

### その他コンテンツ
- 神酒ノ尊-ミキノミコト-（2019年、月山 [25])
- 月に寄りそう乙女の作法（PS4版、PSVita版）（2015年、2017年　ジャン・ピエール・スタンレー）

### シリーズ一覧
1. ↑  第1作（2002年）、第2作『フルメタル・パニック？ ふもっふ』（2003年）
2. ↑  第1期（2003年）、第2期『D.C.S.S. 〜ダ・カーポ セカンドシーズン〜』（2005年）
3. ↑  『はっけん たいけん だいすき! しまじろう』（2009年）、『しまじろう ヘソカ』（2010年）
4. ↑  1stシーズン（2015年）、2ndシーズン（2021年）、3rdシーズン（2021年）
5. ↑  【デュエル・マスターズ（2017年版）】

第1期（2017年 - 2018年）、第2期『デュエル・マスターズ！』（2018年 - 2019年）、第3期『デュエル・マスターズ!!』（2019年 - 2020年）

【デュエル・マスターズ キング】

第2期『キング！』（2022年）、第3期『キングMAX』（2022年）
6. ↑  第3期・最終章『:re』（2018年）